# Cẩm Phả
Cẩm Phả è una città del Vietnam settentrionale, situata nella provincia di Quang Ninh nel golfo del Tonchino.
La città è stata creata dall'omonimo distretto nel febbraio 2012. Cẩm Phả è nota per la sua industria mineraria e soprattutto per lo sfruttamento del carbone, estratto fin dal periodo coloniale francese.